# Guillaume-François Le Trosne

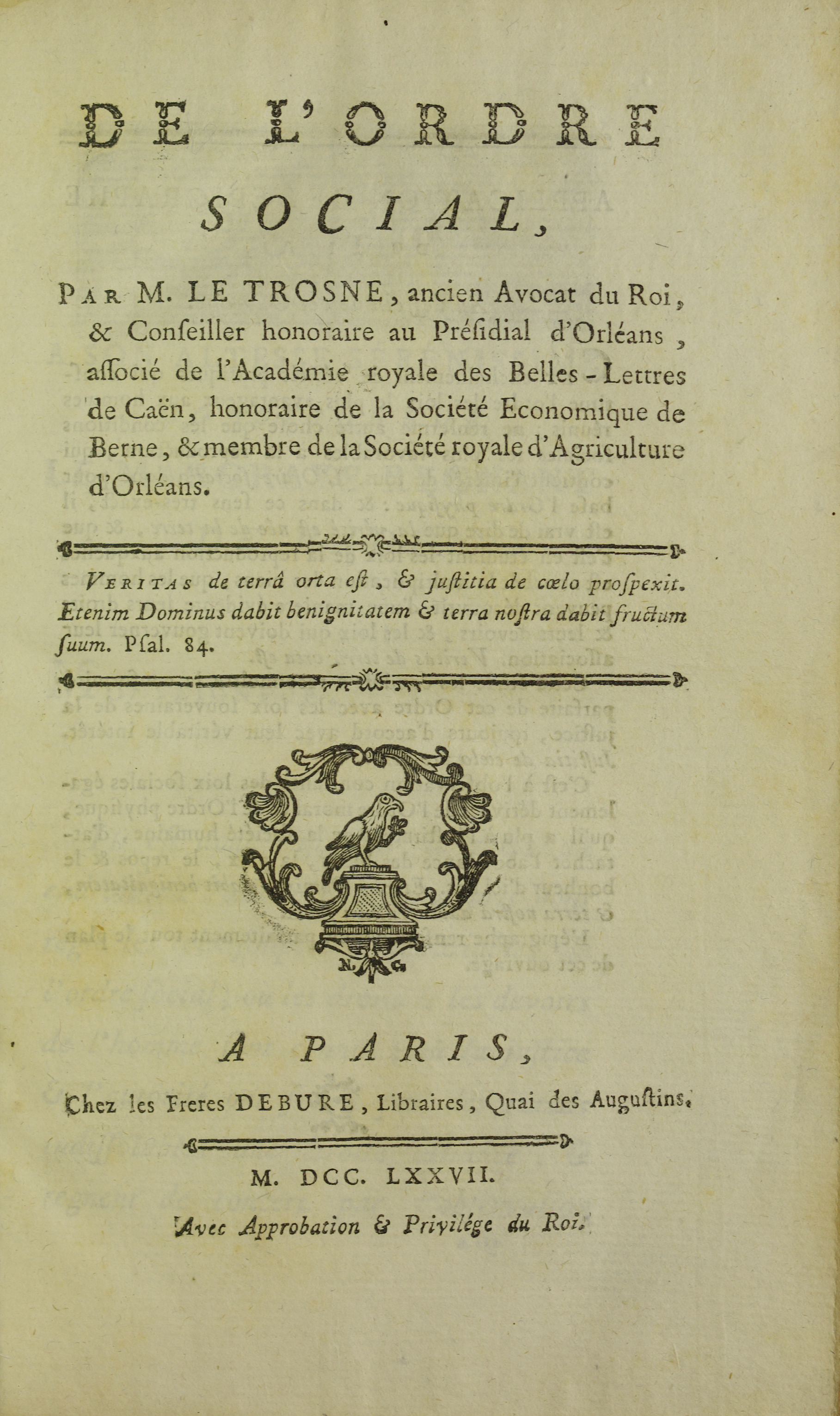
De l'ordre social, 1777

Guillaume-François Le Trosne (* 13. Oktober 1728 in Orléans; † 26. Mai 1780 in Paris) war ein französischer Jurist und Ökonom. Er war eine der bedeutendsten Figuren der Physiokratie sowie einer im Juli 1757 durch François Quesnay und den Marquis de Mirabeau begründeten Denkschule.

## Biographie
Le Trosne wurde am 13. Oktober 1728 in Orléans als Sohn von Guillaume Le Trosne, Berater und Sekretär des Königs, hoher Richter der Vogtei und des präsidialen Sitzes von Orléans, und der Thérèse Marguerite Arnault, Tochter von Louis Arnault de Nobleville, einem bürgerlichen Kaufmann aus Orléans, geboren.
Schon früh beschloss er, dem Beispiel des Vaters zu folgen und eine juristische Laufbahn einzuschlagen. Er begann 1748 sein Jurastudium in Orléans, wo er im ersten Studienjahr Schüler des bekannten Rechtsberaters Robert-Joseph Pothier wurde, für den er 1773 eine „Historische Lobschrift“ (Éloge historique) zusammenstellt. Im Übrigen genoss er zwei Jahre lang das Privileg, zusammen mit M. de Guienne, parlamentarischer Anwalt und enger Freund von Pothier, das Manuskript von dessen Großwerk Pandectae Justinianeae in novum ordinem digestae nachzubereiten.
Im Jahre 1753 wurde er in das Amt des königlichen Anwalts im Präsidialsitz von Orléans eingesetzt. Bis 1763 beschäftigt er sich mit Fragestellungen des Naturrechts, der bürgerlichen Rechts und des Feudalrechts. Im Zusammenhang mit seiner Funktion als Gründungsmitglied der „Gesellschaft für Landwirtschaft der Generalität von Orléans“ wurde er im selben Jahr ein eifriger Anhänger der von François Quesnay entwickelten Lehre. Von 1765 bis 1767 publizierte er in Fachzeitschriften Artikel zur Ökonomie, insbesondere bei der Zeitung dieser Denkschule, den Éphémeriden des Bürgers. Ab 1768 verstärkte er diese Publikationstätigkeit und stellte die wichtigsten Grundsätze der physiokratischen Bewegung dar. Es wird vermutet, dass das Memorandum gegen die Kasse von Poissy (Paris, 1770) von ihm verfasst wurde.
Parallel zu seiner schriftstellerischen Tätigkeit war er ab 1769 Mitglied der Académie des sciences, arts et belles-lettres de Caen (Königlichen Akademie der Literatur in Caen), wo er 1770 und 1771 fünf Vorträge hielt, die er später in seinem Werk Über die soziale Ordnung verarbeitete. Außerdem war er Ehrenmitglied der „Ökonomischen Gesellschaft“ von Bern. 1774 gab er sein Amt als Anwalt des Königs auf und erhält daraufhin den Titel des ehrenamtlichen Beraters des Präsidialsitzes von Orléans.
Sein wichtigstes Werk, in dem sich eine vollständige und sehr detaillierte Abhandlung über das administrative Denken der physiokratischen Strömung befindet, ist zugleich sein letztes und stammt aus dem Jahre 1779: De l’administration provinciale et de la réforme de l’impôt (deutsch Über die Provinzverwaltung und über die Steuerreform). Schon vor der Veröffentlichung erhielt das Buch einen Preis, der von Akademie in Toulouse gestiftet worden war. Da jedoch 1780 eine Versammlung des Klerus in Paris stattfinden sollte, befürchtete der französische Justizminister, Jacques Necker, dass das Buch den Klerus verstimmen könnte, vor allem deswegen, weil hier unter anderem eine Besteuerung der Kirchengüter vorgeschlagen wird. Um jegliche Unruhe und einen Skandal zu vermeiden, wurde das Buch beschlagnahmt, obwohl Necker trotz seiner Geringschätzung der Physiokraten einer Veröffentlichung eigentlich eher positiv gegenüberstand.
Nur kurze Zeit später, am 26. Mai 1780, starb Le Trosne in Paris an den Folgen einer Lungenentzündung.

## Schriften
- Mémoire sur les vagabonds et les mendiants, 1764.
- Lettres a un ami sur les avantages de la liberté du commerce des grains et le danger des prohibitions. Paris 1768.
- La Liberté du Commerce des Grains toujours utile & jamais nuisible. Paris, 1768.
- Éloge historique de M. Pothier, conseiller au présidial d’Orléans et professeur de droit françois en l’Université de la même ville, 1773.
- De l’Intérêt social, par rapport à la valeur, à la circulation, à l’industrie, & au commerce intérieur & extérieur: ouvrage élémentaire, dans lequel on discute quelques principes de M. l’abbé de Condillac. Paris 1777.
- De l’ordre social, ouvrage suivi d'un traité élémentaire sur la valeur, l’argent, la circulation, l’industrie & le commerce intérieure & extérieur. Paris 1777.
- Vues sur la justice criminelle. Paris, 1777.
- De l’Administration provinciale, et de la Réforme de l’impôt. 2 Bände. Basel, Paris 1788.